# جناح بيردي: قصة بنات الغولف
جناح بيردي: قصة بنات الغولف هو مسلسل أنمي ياباني أصلي يدور حول رياضة الغولف من إنتاج استوديو بانداي نامكو بكتشرز ومن إخراج تاكايوكي إيناغاكي. صدر الموسم الأول في الفترة من أبريل حتى يونيو 2022 والموسم الثاني سيعرض في يناير 2023.